# Iberoporus cermenius
Iberoporus cermenius là một loài bọ cánh cứng trong họ Bọ nước. Loài này được Castro & Delgado miêu tả khoa học năm 2001. Chúng là loài duy nhất trong chi đơn loài Iberoporus.